# Artie Cobb
Artie Cobb (Brooklyn, 17 novembre 1942) è un giocatore di poker statunitense.
Cobb ha vinto 4 braccialetti delle World Series of Poker, di cui tre nel Seven Card Stud. Al luglio 2011 è il secondo giocatore nella lista dei più vincenti di sempre alle WSOP nel Seven Card Stud, alle spalle di Mến Nguyễn.
Dopo le WSOP 2011 può vantare 33 piazzamenti a premio alle WSOP.
Nel 1990 ha vinto $1.000 Seven Card Stud Amarillo Slim's Superbowl Of Poker, aggiudicandosi la cifra di $55.600; nello stesso anno ha chiuso al 28º posto il Main Event delle WSOP 1990.

## Braccialetti delle WSOP
| Anno | Torneo                       | Premio (US$) |
| ---- | ---------------------------- | ------------ |
| 1983 | $1,000 Seven Card Stud Hi-Lo | $52.000      |
| 1987 | $5.000 Seven Card Stud       | $142.000     |
| 1991 | $1.500 Seven Card Stud       | $146.400     |
| 1998 | $2.500 Seven Card Stud       | $152.000     |